# Піткаярві
Піткаярві  (Пітка-ярві, Піткяярві  ) - прісноводне озеро на території Юшкозерського сільського поселення Калевальського району Республіки Карелії.

## Загальні відомості
Площа озера — 1,2 км. Розташоване на висоті 107,7 метрів над рівнем моря. Форма озера лопатева, довгаста: воно витягнуте з північного заходу на південний схід. Береги порізані, кам'яно — піщані, переважно підняті. З північно-західного краю озера витікає протока, що впадає в озеро Шонго. Через Шонго тече річка Шонга, що впадає з правого берега в річку Кепу. Кепа у свою чергу впадає в озеро Кулян'ярві, через яке протікає річка КемьВ озері розташовано не менше шести безіменних островів різної площі.
На схід від озера проходить автодорога місцевого значення 86К-4 («Кепа — Юшкозеро — Боровий — Костомукша»)   .

## Додаткова література
- Виноградов А. Г., Жарникова С. В. Наименования рек и озёр Русского Севера. — С. 80.

1. ↑  Питкаярви (№ 0432275) / Реестры зарегистрированных наименований географических объектов. (PDF) // Государственный каталог географических названий / rosreestr.ru.
2. 1 2  Питка-ярви (Питкяярви) / Державний водний реєстр Російської Федерації. Постанова Уряду РФ № 253 від 28 квітня 2007 року. (рос.)
3. ↑  Об утверждении Перечня автомобильных дорог общего пользования регионального или межмуниципального значения Республики Карелия (с изменениями на 22 июля 2019 года) (рос.). Архів оригіналу за 23 червня 2021. Процитовано 13 липня 2021.